# Les Amants étrangers
Les Amants étrangers (titre original : The Lovers) est un roman de science-fiction écrit par Philip José Farmer (États-Unis) et publié en 1961.

## Présentation de l'œuvre
Le roman Les Amants étrangers, publié en 1961, tire son origine d'une nouvelle publiée en août 1952 dans la revue Startling Stories. Il s'agissait du premier essai, - et du premier chef-d'œuvre de Philip José Farmer -, qui par son thème audacieux lié à la sexualité fit forte sensation auprès des lecteurs du genre.
La nouvelle fut d'abord proposée à John W. Campbell pour Astounding qui, surpris et horrifié de voir apparaître la sexualité dans un récit de science-fiction, la refusa en la qualifiant d'écœurante. Elle fut ensuite proposée à H. L. Gold pour la revue Galaxy qui la refusa également mais pour d'autres motifs. L'histoire supposait en effet comme acquis l'existence d'un État d'Israël, devenu l'une des premières puissances mondiales, et d'une religion créée par un juif à laquelle l'auteur ne cachait pas son antipathie. Elle fut finalement acceptée par Samuel Mines pour Startling Stories.
Il s'agit de l'un des premiers romans de l'histoire de la science-fiction dans lequel un Terrien a une relation d'ordre sexuel avec une extraterrestre.

## Résumé
Marié à une femme frigide et bigote, Hal Yarrow étouffe dans la société puritaine imposée sur Terre par le Clergétat. C'est pourquoi, lorsque la proposition lui est faite de partir en exploration sur la planète Ozagen, à bord de l'astronef le Gabriel, il accepte avec enthousiasme.
Sur Ozagen, Hal rencontre Jeannette, une jeune fille en apparence humaine, qui lui fait découvrir l'amour charnel, lui qui n'avait jamais vu le corps nu de sa propre femme. Mais Jeannette est en réalité une Lalitha, une créature extraterrestre ayant forme humaine évoluée à partir d'une race insectoïde. Elle se reproduit dans une sorte de parthénogenèse où toutefois la forme de sa progéniture (uniquement féminine) est en partie modelée par un cliché pris par ses yeux lors de l'acte sexuel; d'ailleurs Hal se rend compte du regard étrange de Jeannette pendant un bref instant, comme s'il était pris en photo. Si elle a une apparence humaine, c'est qu'elle a pour "père" un terrien échoué sur Ozagen des années auparavant et apparemment mort depuis. Afin de la protéger, il n'hésite pas à braver la hiérarchie et les saints abbés qui dirigent l'expédition terrienne et à aller jusqu'au meurtre. Dans le même temps, il se lie d'amitié avec un wog (peuple insectoïde indigène), Fobo, alors qu'il est censé préparer, conformément à l'objectif secret de l'expédition, le génocide de leur population.  
Jeannette étant alcoolique, Hal tente de la sevrer à son insu. Malheureusement, l'alcool servait de contraceptif à la Lalitha, qui doit mourir en donnant naissance à ses filles. Lorsqu'il comprend la vérité, Hal est effondré, mais ne cesse pas d'aimer malgré tout la seule femme qui lui ait jamais témoigné de l'amour. Simultanément, les wogs, qui ont compris par leurs propres moyens le projet funeste des dirigeants terriens, parviennent à empêcher la catastrophe et tuent la plupart des membres de l'expédition. Ils laissent cependant la liberté à Hal, seul terrien à avoir su les comprendre, parce qu'ils sont une race pacifique, contrairement aux hommes.

## Voir également
Sur le thème des amours extra-terrestres :
- Les Navigateurs de l'infini (1925), J.-H. Rosny aîné
- Des rapports étranges (1960), Philip José Farmer
- Le Vagabond (1964), Fritz Leiber
- Ose (1965), Philip José Farmer

## Distinction
Le roman est cité dans La Bibliothèque idéale de la SF, Albin Michel, (1988).